# Goualade
Goualade é uma comuna francesa na região administrativa da Nova Aquitânia, no departamento da Gironda. Estende-se por uma área de 19 km². Em 2010 a comuna tinha 91 habitantes (densidade: 4,8 hab./km²).